# Isophrictis constantina
Isophrictis constantina is een vlinder uit de familie tastermotten (Gelechiidae). De wetenschappelijke naam is voor het eerst geldig gepubliceerd in 1888 door Baker.
De soort komt voor in Europa.